# Station Verviers-Oost
Station Verviers-Est was een spoorwegstation langs spoorlijn 37 (Luik - Aken) in de Waalse stad Verviers. Het station werd ontworpen door architect Auguste Payen (junior).

## Aantal instappende reizigers
De grafiek en tabel geven het gemiddeld aantal instappende reizigers weer op een week-, zater- en zondag.
| Tabel: aantal instappende reizigers station Verviers-Est | Tabel: aantal instappende reizigers station Verviers-Est | Tabel: aantal instappende reizigers station Verviers-Est | Tabel: aantal instappende reizigers station Verviers-Est |
|                                                          | Weekdag                                                  | Zaterdag                                                 | Zondag                                                   |
| -------------------------------------------------------- | -------------------------------------------------------- | -------------------------------------------------------- | -------------------------------------------------------- |
| 1977                                                     | 104                                                      | 36                                                       | 39                                                       |
| 1978                                                     | 96                                                       | 9                                                        | 8                                                        |
| 1979                                                     | 108                                                      | 24                                                       | 14                                                       |
| 1980                                                     | 97                                                       | 13                                                       | 15                                                       |
| 1981                                                     | 115                                                      | 32                                                       | 34                                                       |
| 1982                                                     | 110                                                      | 17                                                       | 8                                                        |
| 1983                                                     | 109                                                      | 28                                                       | 16                                                       |

Verviers-Central ·
Verviers-Est ·
Verviers-Leopold · 
Verviers-Matadi ·
Verviers-Ouest ·
Verviers-Palais
0,0: Luik-Guillemins ·
2,6: Angleur ·
4,1: Chênée ·
5,8: Henne-Chèvremont ·
11,0: Chaudfontaine ·
9,5: La Broucke ·
11,0: Trooz ·
13,8: Fraipont ·
15,3: Nessonvaux ·
17,8: Goffontaine ·
18,8: Cornesse ·
20,3: Pepinster ·
23,5: Ensival ·
25,5: Verviers-West ·
Verviers-Central ·
25,4: Verviers-Palais ·
27,1: Verviers-Oost ·
29,5: Nasproué ·
31,7: Dolhain-Gileppe ·
33:0: Dolhain-Vicinal ·
Welkenraedt-Ouest ·
37,7: Welkenraedt ·
39,5: Herbesthal ·
42,4: Astenet ·
45,9: Hergenrath ·
Aachen Hbf